# Un concile d'évêques présidé par la Vierge
Un concile d'évêques présidé par la Vierge est une peinture de la fin du XVIe ou du début XVIIe siècle réalisée sur un support de bois par un artiste non encore identifié en 2016. Ce panneau peint se trouve dans la cathédrale Saint-Trophime d'Arles dans les Bouches-du-Rhône.

## Description
De taille moyenne (91 × 230 cm), cette peinture à l'huile sur bois se trouvait initialement à l'église de la Major avant d'être transférée dans le transept sud de l'ancienne cathédrale Saint-Trophime, sur le mur occidental à environ trois mètres du sol.

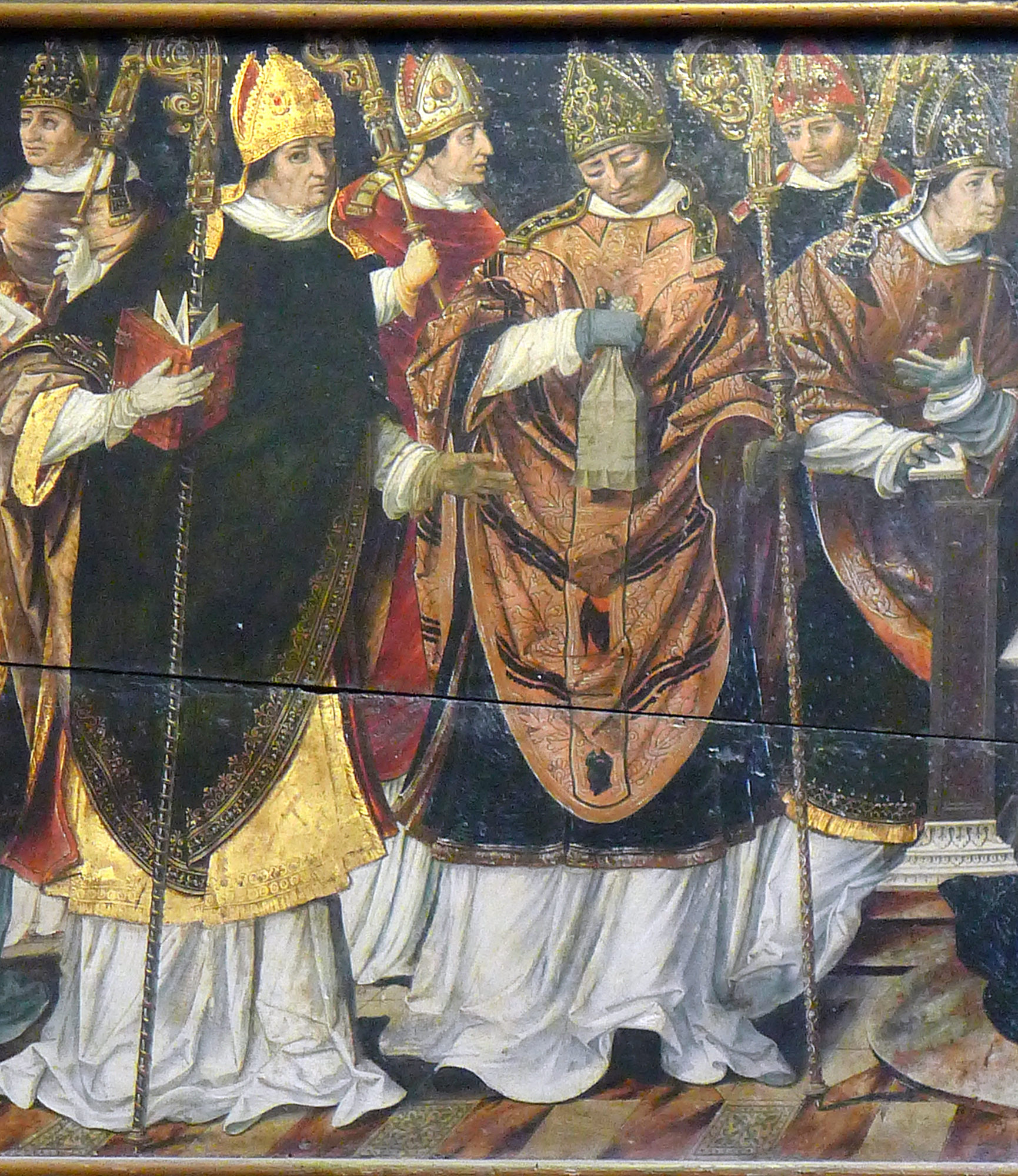
L'évêque Contumeliosus représenté, gêné, une bourse à la main.

Ce tableau représente un concile provincial d’évêques ; il s'agit certainement de la déposition d'un certain Contumeliosus, évêque de Riez (524-534), condamné par l’archevêque d’Arles, saint Césaire, le 26 mai 533, lors d'un concile à Marseille. Cet épisode est évoqué par Malnory et  Clercq. Ce concile se tient sous le patronage de la Vierge Marie avec l’Enfant Jésus et de saint Étienne placés au centre pour juger l’évêque de Riez, le sixième à partir de la gauche, qui avait dilapidé l’argent de l’église. Ajoutons que ce concile provincial réunissait 15 évêques, et que ce sont justement 15 évêques qui sont ici représentés.
Ce panneau est classé au titre objet par les Monuments Historiques depuis le 6 juin 1902.

### Sources et bibliographie
- Albert Hari, Petit guide de la primatiale Saint-Trophime d’Arles, Strasbourg, éd. du signe, 2002 (ISBN 2-746-80-713-0)